# 白湖亭站
白湖亭站（福州話：/pa˥˥ u˥˥ liŋ˥˧/）位于中华人民共和国福建省福州市仓山区则徐大道与盖山路交叉口，是福州地铁1号线的地铁车站，于2016年5月18日启用。

## 站名来源
在古代时该地曾有一湖，名为“白湖”，明朝时期，人们在白湖边修筑一栋亭子并取名“白湖亭”，随后白湖亭便成为该地地名并沿用至今。地铁站所处位置即为白湖亭，终定名白湖亭站。

## 车站结构
白湖亭站位于则徐大道下则徐广场西侧，基本呈东南至西北走向，主体结构为双柱三跨地下二层车站，岛式站台，地下一层为站厅层，地下二层为站台层。车站全长172米，宽19.2米。
| 地面层   | 出入口                               |  | 出入口                   |
| 地下一层 | 站厅                                 |  | 票务服务、自动售票机     |
| 地下二层 | 1                                    |  | 1号线 往象峰（三叉街）   |
| 地下二层 | 岛式站台，列车运行方向左侧的车门打开 |  |                          |
| 地下二层 | 2                                    |  | 1号线 往三江口（葫芦阵） |

### 站厅
白湖亭站站厅位于则徐大道下方。车站站厅采用白色直线型吊顶与白色搪瓷板装修，设客服中心1处，分布于站厅中心，服务设施设置智能导乘机1处、自动售货机2处，C出入口通道旁规划设有便利店，D出入口通道设有洗手间。

### 站台
白湖亭站共设置2个分别来往于象峰、三江口的1号线站台，采用岛式站台设计。车站站台采用白色直线型吊顶与白色搪瓷板装修，服务设施规划设有智能导乘机2处、自动售货机1处。

### 出入口与周边
白湖亭站共设4个出入口，各分布于则徐大道与盖山路交叉口的四个象限，无障碍电梯设于C出入口。
| 白湖亭站出入口信息          | 白湖亭站出入口信息 | 白湖亭站出入口信息 | 白湖亭站出入口信息         | 白湖亭站出入口信息 |
| --------------------------- | ------------------ | ------------------ | -------------------------- | ------------------ |
|                             |                    |                    |                            |                    |
| 出入口 地图                 |                    |                    |                            |                    |
| 编号                        | 设施               | 位置               | 接驳交通                   | 照片               |
| 出口 · A                    |                    | 车站东北口         | 则徐大道盖山路口、则徐广场 |                    |
| 出口 · B                    |                    | 车站西北口         | 则徐大道盖山路口、埔垱     |                    |
| 出口 · C                    |                    | 车站西南口         | 白湖亭                     |                    |
| 出口 · D                    |                    | 车站东南口         |                            |                    |
| 注： 设有电梯 \| 设有卫生间 |                    |                    |                            |                    |

### 周边
白湖亭周边主要为住宅用地与待开发地块，D口所在地块为则徐广场。白湖亭公交枢纽站可由C口出向南步行150米到达；福建商业广场可由A口出向北步行200米到达；盖山镇政府可由B口出向西步行150米到达。

## 历史
- 2009年12月27日，白湖亭站作为试验站正式动工。[5]
- 2015年4月3日，白湖亭站实施二期施工围挡封闭。[6]
- 2016年5月18日，白湖亭站启用。[7]